# Рудник Кульюртау
Рудник Кульюртау — колишнє гірничодобувне підприємство в Башкортостані.
Золотовмісне родовище Кульюртау відкрили в 1914 (за іншими даними — 1912) році. З 1932-го його відпрацьовували підземним способом способом, а в 1945-му перейшли на відкритий спосіб. При цьому з 1936-го при руднику діяла амальгамаційна фабрика, яку з 1942-го змінив перколяційний завод. Видобуток зупинився в 1958-му, при цьому на той момент з початку експлуатації рудника встигли видобути 315 тисяч тонн руди. Збагачувальні потужності працювали на повторній переробці хвості до 1961-го.
У 1973—1976 та 1984—1986 роках Башкирський мідно-сірчаний комбінат, основним активом якого був Сібайський рудник, вів видобуток на Кульюртау високоякісного піриту (сірчаного колчедану) з вмістом сірки не менш ніж 45 %. Всього видобуто 867 тисяч тонн такої руди з подальшою поставкою для потреб нікелевої промисловості та на експорт.
За час розробки глибина кар'єру досягнула 90 метрів. По завершенні видобутку його нижня частина виявилась залитою водою, що також призвело до сильного падіння рівня підземних вод і висихання колодязів у створеному при руднику селищі Кульюртау. Як наслідок, мешканців селища довелось переселити до Баймаку.